# Meldorf
Meldorf település Németországban, Schleswig-Holstein tartományban. Lakosainak száma 7318 fő (2023. december 31.). Meldorf Nordermeldorf és Nindorf (bei Meldorf) községekkel határos.

## Népesség
A település népességének változása:
| Lakosok száma | 7336 | 7216 | 7214 | 7199 | 7204 | 7289 | 7355 | 7318 |
|               | 1975 | 2014 | 2017 | 2018 | 2019 | 2021 | 2022 | 2023 |

## Híres személyek
- itt született 1789-ben Friedrich Boie ornitológus, herpetológus, majd 1794-ben az öccse, Heinrich Boie herpetológus is
- itt született Sönke Sönksen (1938–2024) olimpiai ezüstérmes, Európa-bajnok német lovas, díjugrató